# Renfe série 333.3
L'équipement d'une partie des 333.0 et des séries 333.1 et 333.2 avec un nouveau modèle de bogie n'apporte qu'une solution partielle aux nombreux problèmes posés par ces séries de locomotives, à savoir un manque de puissance qui vient s'ajouter aux nombreux signes de vieillesse de l'ensemble : oxydation des caisses, etc. À la fin des années 1990, la Renfe se trouve face à un dilemme : soit il faut acheter des machines neuves, soit reconstruire les 333 dans le but d'en faire des machines exclusivement marchandises, ce qui prolongerait leur vie active d'au moins une dizaine d'années. Vu les bons résultats obtenus avec la transformation de la série 319.0, c'est cette option qui est retenue.

## Conception

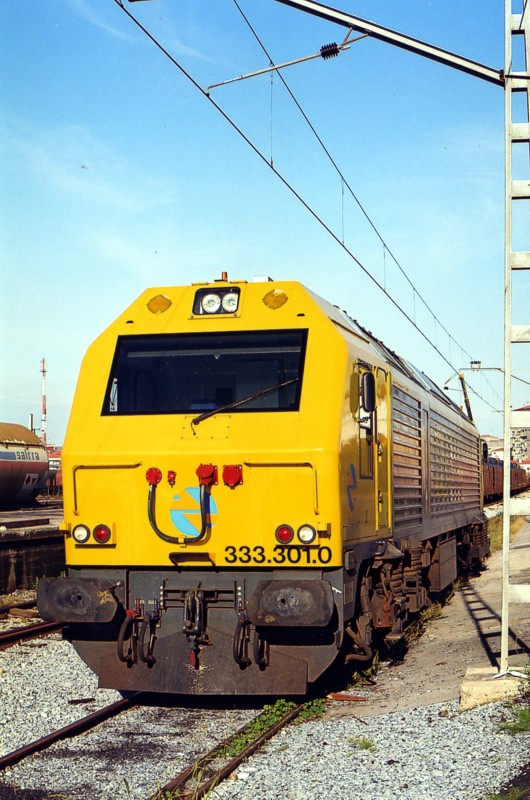
La 333-301 à Irun le 3 novembre 2003.

La Renfe signe un contrat avec Alstom pour une profonde « modernisation » de 32 unités de la série 333.0. Il s'agit plutôt d'une reconstruction complète, puisque seuls quelques éléments comme le moteur diesel ou les moteurs de traction doivent être récupérés. Alstom propose une reconstruction sur le modèle de sa gamme Prima, dont de nombreux exemplaires sont déjà en service en Israël, en Syrie et au Sri Lanka. Parmi les caractéristiques les plus notables, on peut signaler un nouveau bloc électrique de puissance, et le système électronique de conduite assistée EM 200 qui doit faciliter les opérations de maintenance et augmenter les prestations de la machine en matière de traction et d'adhérence. Le seul litige entre la Renfe et Alstom porte sur le choix du moteur, Alstom insistant sur l'adoption du moteur Ruston RK 215 A alors que la Renfe insiste pour conserver ses vieux moteurs General Motors. Finalement, c'est la Renfe qui l'emporte. Sur les 32 machines commandées, 20 sont destinées à l'UN Cargas, les autres à l'UN Transportes Combinados. Les livraisons sont prévues à raison de deux unités par mois, le reliquat devant arriver en octobre 2003.

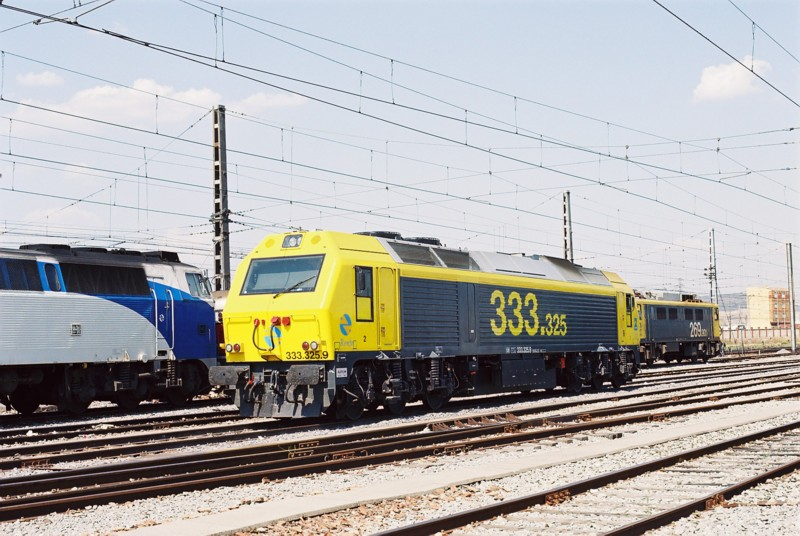
La 333-325 à Miranda del Ebro le 9 aout 2003

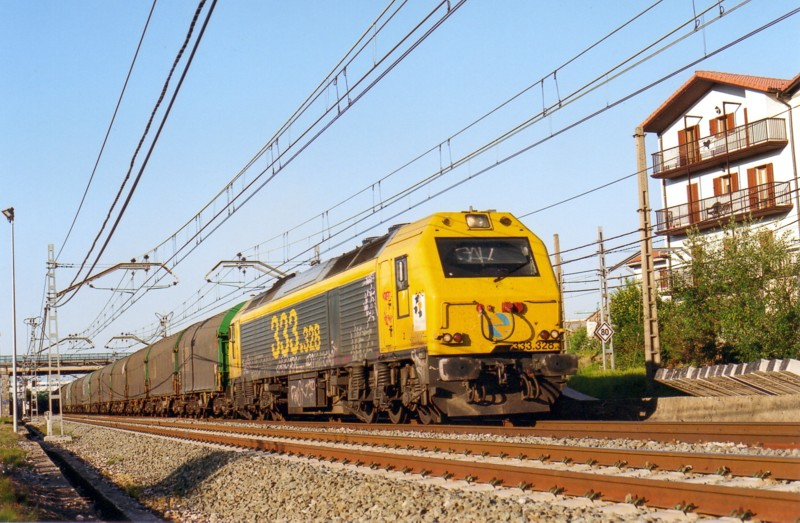
La 333-328 à Irun-Ventas le 17 juin 2005

- La 333-027 devient 333-301, Alstom n° 2081/2002
- La 333-056 devient 333-302
- La 333-073 devient 333-303
- La 333-050 devient 333-304
- La 333-075 devient 333-305
- La 333-029 devient 333-306
- La 333-049 devient 333-307
- La 333-090 devient 333-308, Alstom n° 2101/2003
- La 333-046 devient 333-309, Alstom n° 2102/2003
- La 333-065 devient 333-310
- La 333-053 devient 333-311, puis est à nouveau transformée en 333-404
- La 333-038 devient 333-312, puis est à nouveau transformée en 333-406
- La 333-036 devient 333-313
- La 333-015 devient 333-314
- La 333-043 devient 333-315
- La 333-045 devient 333-316
- La 333-060 devient 333-317
- La 333-085 devient 333-318, puis est à nouveau transformée en 333-408
- La 333-057 devient 333-319
- La 333-037 devient 333-320
- La 333-061 devient 333-321
- La 333-019 devient 333-322, puis est à nouveau transformée en 333-407
- La 333-028 devient 333-323
- La 333-010 devient 333-324
- La 333-047 devient 333-325
- La 333-054 devient 333-326
- La 333-063 devient 333-327
- La 333-024 devient 333-328
- La 333-044 devient 333-329, puis est à nouveau transformée en 333-402
- La 333-055 devient 333-330, puis est à nouveau transformée en 333-401
- La 333-080 devient 333-331, puis est à nouveau transformée en 333-403
- La 333-068 devient 333-332, puis est à nouveau transformée en 333-405

## Service
La 333-301 est livrée à Transportes combinados en février 2002. En compagnie de la 333-313 de Cargas, elle est essayée à partir du mois d'avril sur les lignes Valence - Saragosse et Valence - Albacete. Le 20 mai 2002, les deux machines sont officiellement reçues par la Renfe. Les deux opérateurs comptent sur ces nouvelles machines pour accroître leurs capacités de transport de 30 % par rapport aux 333.0. En août, sur les sept locomotives disponibles, les 303-301 et 302 sont affectées au dépôt madrilène de Fuencarral, les autres à Orense. Les premiers services concernent donc surtout la Galice, avec quelques incursions dans les Asturies et León.
Toutes les locomotives sont reversées en bloc à la nouvelle UN Mercancias en 2004.